# Резолюция Совета Безопасности ООН 115
Резолюция Совета Безопасности ООН 115— резолюция, принятая единогласно 20 июня 1956 года, после рассмотрения заявления Марокко о членстве в Организации Объединённых Наций. Совет рекомендовал Генеральной Ассамблее принять Марокко.

## Предыстория
В результате Марокканских кризисов 1905 и 1911 годов. Франция заняла бо́льшую часть территории Марокко. В 1912 году султан Марокко Абд аль-Хафид подписал Фесский договор, предусматривавший превращение Марокко во французский протекторат. В марте 1956 года Франция признала независимость Марокко.

## Голосование
| За (11) | Воздержались (0) | Против (0) |
| --- | ---------------- | ---------- |
| - Великобритания - США - СССР - Франция - Китайская Республика - Австралия - Бельгия - Куба - Иран - Перу - Югославия |                  |            |

 * жирным выделены постоянные члены Совета Безопасности ООН